# Jaromír Blažek
Jaromír Blažek (Brno, 29 dicembre 1972) è un ex calciatore ceco, di ruolo portiere.
Blazek ha partecipato sia ad Euro 2000, sia ad Euro 2004, giocando in totale una sola volta e inoltre era fra i convocati anche al campionato del mondo 2006.
Vanta più di 550 presenze tra i professionisti e ha trascorso praticamente tutta la sua carriera in patria, per dodici stagioni tra le file dello Sparta Praga: nel 2007-2008 tenta l'avventura in Bundesliga, in forza al Norimberga, ma al termine dell'annata il club retrocede in seconda divisione.
Ha vinto 11 titoli, 9 dei quali con lo Sparta Praga: le uniche eccezioni sono il campionato ceco del 1996 conquistato con la maglia dello Slavia Praga e la Coppa della Repubblica Ceca 1993-1994 vinta quando difendeva la porta del Viktoria Zizkov.

## Carriera
Dopo aver iniziato nello Slavia Praga nel 1990, gioca per Dynamo České Budějovice (1992-1993), Viktoria Žižkov (1993-1994) e Bohemians Praga (1994-1995). Sempre nel 1995 ritorna allo Slavia Praga e come vice del titolare Jan Stejskal vince il campionato nella stagione 1995-1996.
L'esperienza con lo Slavia si esaurisce nel 1996, allorquando il portiere ritorna al Bohemians Praga che però retrocede nella stessa stagione. Dopo due anni giocati in seconda divisione, culminati con la conquista della massima serie nel 1999, viene acquistato dallo Sparta Praga.
Dopo aver giocato una stagione in prestito al Marila Příbram ritorna allo Sparta Praga dove vince cinque campionati e tre Coppe della Repubblica Ceca.
Nell'estate 2007 firma per il Norimberga, ma dopo una pessima annata culminata con la retrocessione in Seconda Lega, fa ritorno in Repubblica Ceca allo Sparta Praga.

### Nazionale
Con la Rep. Ceca conta attualmente 14 presenze. Ha partecipato ai campionati europei di Belgio-Paesi Bassi 2000, Portogallo 2004 e Austria-Svizzera 2008 ed al campionato del mondo 2006.
Ha esordito con la maglia della nazionale di calcio del suo paese il 29 marzo 2000 nella partita contro l'Australia. Ha giocato anche tre volte con l'Under-21, esordendo nella partita Rep. Ceca-Brasile 3-2 il 7 giugno 1993.

## Statistiche

### Cronologia presenze in nazionale
| Cronologia completa delle presenze e delle reti in nazionale ― Rep. Ceca | Cronologia completa delle presenze e delle reti in nazionale ― Rep. Ceca | Cronologia completa delle presenze e delle reti in nazionale ― Rep. Ceca | Cronologia completa delle presenze e delle reti in nazionale ― Rep. Ceca | Cronologia completa delle presenze e delle reti in nazionale ― Rep. Ceca | Cronologia completa delle presenze e delle reti in nazionale ― Rep. Ceca | Cronologia completa delle presenze e delle reti in nazionale ― Rep. Ceca | Cronologia completa delle presenze e delle reti in nazionale ― Rep. Ceca |
| Data                                                                     | Città                                                                    | In casa                                                                  | Risultato                                                                | Ospiti                                                                   | Competizione                                                             | Reti                                                                     | Note                                                                     |
| ------------------------------------------------------------------------ | ------------------------------------------------------------------------ | ------------------------------------------------------------------------ | ------------------------------------------------------------------------ | ------------------------------------------------------------------------ | ------------------------------------------------------------------------ | ------------------------------------------------------------------------ | ------------------------------------------------------------------------ |
| 29-3-2000                                                                | Teplice                                                                  | Rep. Ceca                                                                | 3 – 1                                                                    | Australia                                                                | Amichevole                                                               | -1                                                                       |                                                                          |
| 16-8-2000                                                                | Ostrava                                                                  | Rep. Ceca                                                                | 0 – 1                                                                    | Slovenia                                                                 | Amichevole                                                               | -1                                                                       |                                                                          |
| 30-4-2003                                                                | Teplice                                                                  | Rep. Ceca                                                                | 4 – 0                                                                    | Turchia                                                                  | Amichevole                                                               | -                                                                        | 46’                                                                      |
| 12-11-2003                                                               | Teplice                                                                  | Rep. Ceca                                                                | 5 – 1                                                                    | Canada                                                                   | Amichevole                                                               | -1                                                                       |                                                                          |
| 18-2-2004                                                                | Palermo                                                                  | Italia                                                                   | 2 – 2                                                                    | Rep. Ceca                                                                | Amichevole                                                               | -1                                                                       | 46’                                                                      |
| 28-4-2004                                                                | Praga                                                                    | Rep. Ceca                                                                | 0 – 1                                                                    | Giappone                                                                 | Amichevole                                                               | -                                                                        | 46’                                                                      |
| 2-6-2004                                                                 | Praga                                                                    | Rep. Ceca                                                                | 3 – 1                                                                    | Bulgaria                                                                 | Amichevole                                                               | -1                                                                       | 46’                                                                      |
| 23-6-2004                                                                | Lisbona                                                                  | Rep. Ceca                                                                | 2 – 1                                                                    | Germania                                                                 | Euro 2004 - 1º turno                                                     | -1                                                                       |                                                                          |
| 9-2-2005                                                                 | Celje                                                                    | Slovenia                                                                 | 0 – 3                                                                    | Rep. Ceca                                                                | Amichevole                                                               | -                                                                        |                                                                          |
| 7-9-2005                                                                 | Olomouc                                                                  | Rep. Ceca                                                                | 4 – 1                                                                    | Armenia                                                                  | Qual. Mondiali 2006                                                      | -1                                                                       |                                                                          |
| 30-5-2006                                                                | Jablonec nad Nisou                                                       | Rep. Ceca                                                                | 1 – 0                                                                    | Costa Rica                                                               | Amichevole                                                               | -                                                                        |                                                                          |
| 16-8-2006                                                                | Uherské Hradiště                                                         | Rep. Ceca                                                                | 1 – 3                                                                    | Serbia                                                                   | Amichevole                                                               | -3                                                                       |                                                                          |
| 17-11-2007                                                               | Praga                                                                    | Rep. Ceca                                                                | 3 – 1                                                                    | Slovacchia                                                               | Qual. Euro 2008                                                          | -1                                                                       |                                                                          |
| 5-2-2008                                                                 | Strovolos                                                                | Grecia                                                                   | 1 – 0                                                                    | Rep. Ceca                                                                | Amichevole                                                               | -                                                                        | 46’                                                                      |
| 26-3-2008                                                                | Copenaghen                                                               | Danimarca                                                                | 1 – 1                                                                    | Rep. Ceca                                                                | Amichevole                                                               | -1                                                                       |                                                                          |
| Totale                                                                   |                                                                          | Presenze                                                                 | 15                                                                       |                                                                          | Reti                                                                     | -12                                                                      |                                                                          |

## Palmarès

### Club

#### Competizioni nazionali
- Campionato ceco: 7

Slavia Praga: 1995-1996
Sparta Praga: 1999-2000, 2000-2001, 2002-2003, 2004-2005, 2006-2007, 2009-2010
- Coppa della Repubblica Ceca: 4

Viktoria Žižkov: 1993-1994
Sparta Praga: 2003-2004, 2005-2006, 2006-2007
- Supercoppa della Repubblica Ceca: 1

Sparta Praga: 2010

#### Competizioni internazionali
- Coppa Piano Karl Rappan: 1

Slavia Praga: 1992